# Sesamia proscripta
Sesamia proscripta är en fjärilsart som beskrevs av Walker 1856. Sesamia proscripta ingår i släktet Sesamia och familjen nattflyn. Inga underarter finns listade i Catalogue of Life.